# Championnat d'Union soviétique de football 1966
Navigation
Saison 1965 Saison 1967
La saison 1966 de Pervaïa Grouppa A est la 28e édition du championnat de première division en Union soviétique. Dix-neuf clubs sont regroupés au sein d'une poule unique où les équipes se rencontrent deux fois, à domicile et à l'extérieur. À la fin du championnat, le dernier du classement est relégué et remplacé par le meilleur club de deuxième division.
C'est le club du Dynamo Kiev qui remporte le championnat après avoir terminé en tête du classement final, avec neuf points d'avance sur le SKA Rostov et onze sur le Neftianik Bakou. C'est le 2e titre de champion d'Union soviétique de l'histoire du club, après celui gagné en 1961. C'est la première fois dans l'histoire du championnat soviétique qu'aucun club de Moscou n'est présent sur le podium. Le Dynamo Kiev réussit même le doublé en battant le tenant du titre, le Torpedo Moscou en finale de la Coupe d'URSS.

## Clubs participants
- Premier tour de la Coupe des clubs champions 1966-1967
- Premier tour de la Coupe des coupes 1966-1967
- Promu de deuxième division

| Club                      | Présent depuis | Classement 1965 | Entraîneur                |
| ------------------------- | -------------- | --------------- | ------------------------- |
| Torpedo Moscou            | 1938           | 1er             | Viktor Marienko           |
| Dynamo Kiev               | 1936           | 2e              | Viktor Maslov             |
| CSKA Moscou               | 1954           | 3e              | Sergueï Chapochnikov (en) |
| Dinamo Minsk              | 1960           | 4e              | Aleksandr Sevidov         |
| Dinamo Moscou             | 1936           | 5e              | Viatcheslav Soloviov      |
| Dinamo Tbilissi           | 1936           | 6e              | Aleksandr Kotrikadze (ru) |
| SKA Rostov                | 1959           | 7e              | Iosif Betsa               |
| Spartak Moscou            | 1936           | 8e              | Nikolaï Gouliaïev         |
| Zénith Léningrad          | 1938           | 9e              | Valentin Fiodorov (en)    |
| Pakhtakor Tachkent        | 1965           | 10e             | Mikhail Yakushin          |
| Neftianik Bakou           | 1960           | 11e             | Ahmad Alaskarov (en)      |
| Chakhtior Donetsk         | 1955           | 12e             | Oleg Ochenkov             |
| Krylia Sovetov Kouïbychev | 1962           | 13e             | Viktor Karpov (ru)        |
| Tchernomorets Odessa      | 1965           | 14e             | Youri Voïnov              |
| Lokomotiv Moscou          | 1965           | 15e             | Valentin Bouboukine       |
| Torpedo Koutaïssi         | 1962           | 16e             | Anatoli Norakidze (pl)    |
| SKA Odessa                | 1965           | 17e             | Alekseï Mamykine          |
| Ararat Erevan             | 1966           | 1er (D2)        | Artiom Falian (en)        |
| Kaïrat Almaty             | 1966           | 2e (D2)         | Vladimir Kotliarov (ru)   |

### Changements d'entraîneurs
| Club             | Entraîneur partant | Date de départ | Entraîneur arrivant  | Date d'arrivée |
| ---------------- | ------------------ | -------------- | -------------------- | -------------- |
| Lokomotiv Moscou | Konstantin Beskov  | juin 1966      | Valentin Bouboukine  | juin 1966      |
| Neftianik Bakou  | Vassili Sokolov    | juillet 1966   | Ahmad Alaskarov (en) | juillet 1966   |

## Compétition
Le barème de points servant à établir le classement se décompose ainsi :
- Victoire : 2 points
- Match nul : 1 point
- Défaite : 0 point